# بيتر فرناندو
بيتر فرناندو (بالإنجليزية: Peter Fernando)‏ هو كاهن كاثوليكي هندي، ولد في 22 مارس 1939، وتوفي في 31 ديسمبر 2016.